# Camille Sée
Camille Sée, född 10 mars 1847 i Colmar, död 20 januari 1919, var en fransk politiker. Den 29 juli 1881 grundade Sée École Normale Supérieure de Jeunes Filles, en skola som endast utbildade flickor.